# WFV-Pokal 2002/03
WFV-Pokalsieger 2003 wurden der Verbandsligist VfL Kirchheim/Teck, der im Endspiel am 27. Mai des Jahres in Sindelfingen die Stuttgarter Kickers besiegte. Mit dem Gewinn des WFV-Pokals qualifizierten sich der Klub für den DFB-Pokal 2003/04.

## Ablauf
Die ersten zwei Runden des Pokalwettbewerbs wurden in vier regionalen Gruppen ausgetragen, ab der dritten Runde wurde verbandsweit gespielt.

## Achtelfinale
|                         | Ergebnis |                        |
| ----------------------- | -------- | ---------------------- |
| FC Isny                 | 1:4      | VfR Aalen              |
| SG Sonnenhof Großaspach | 1:4      | Heidenheimer SB        |
| FC Wangen 05            | 2:0      | TSG Balingen           |
| TSV Hildrizhausen       | 0:5      | VfL Kirchheim/Teck     |
| SpVgg Au/Iller          | 3:0      | SpVgg 07 Ludwigsburg   |
| VfL Sindelfingen        | 0:4      | Stuttgarter Kickers    |
| VfB Stuttgart II        | 2:1      | Stuttgarter Kickers II |
| FV Illertissen          | 1:0      | TSF Ditzingen          |

* Klassentiefere Mannschaften genießen Heimrecht

## Viertelfinale
|                 | Ergebnis            |                     |
| --------------- | ------------------- | ------------------- |
| SpVgg Au/Iller  | 2:3                 | VfR Aalen           |
| FC Wangen 05    | ?:? n. V. 4:6 i. E. | VfB Stuttgart II    |
| FV Illertissen  | 0:3                 | VfL Kirchheim/Teck  |
| Heidenheimer SB | 1:2 n. V.           | Stuttgarter Kickers |

* Klassentiefere Mannschaften genießen Heimrecht

## Halbfinale
|                    | Ergebnis |                     |
| ------------------ | -------- | ------------------- |
| VfL Kirchheim/Teck | 3:2      | VfR Aalen           |
| VfB Stuttgart II   | 1:2      | Stuttgarter Kickers |

* Klassentiefere Mannschaften genießen Heimrecht

## Finale
| Paarung             | VfL Kirchheim/Teck – Stuttgarter Kickers |
| Ergebnis            | 2:1 (1:0) |
| Datum               | 27. Mai 2003 |
| Stadion             | Floschenstadion, Sindelfingen |
| Zuschauer           | 1.200 |
| Tore                | 1:0 Mohamed Abo Shora (19.) 2:0 René Grober (60.) 2:1 Bernd Eckhardt (87.) |
| VfL Kirchheim/Teck  | Daniel Reber – Markus Gabriel. Archontis Siopidis, Thomas Edelmann (72. Carmelo Scaffidi), Thomas Scheuring, Panagiotis Deligiannidis (70. Manuel Hartmann), Steffen Kaiser, Thorsten Schöllkopf, Ferdi Er, Mohamed Abo Shora, Jochen Höfer, René Grober |
| Stuttgarter Kickers | Tino Köstel – Sven Kresin (72. Oliver Stierle), Batista Ivan (46. Giuseppe Greco), Alexander Malchow, Ralf Zimmermann, Erhan Polat (46. Bernd Eckhardt), Sascha Benda, Stefan Minkwitz, Marvin Braun, Eric Obinna Chukwunyelu, Patrick Milchraum         |